# Heather Hattin
Heather Carlyle Hattin (Windsor, 15 de mayo de 1961) es una deportista canadiense que compitió en remo. Ganó una medalla de oro en el Campeonato Mundial de Remo de 1987, en la prueba de doble scull ligero.

## Palmarés internacional
| Campeonato Mundial | Campeonato Mundial     | Campeonato Mundial | Campeonato Mundial |
| Año                | Lugar                  | Medalla            | Prueba             |
| ------------------ | ---------------------- | ------------------ | ------------------ |
| 1987               | Copenhague (Dinamarca) | Medalla de oro     | Doble scull ligero |